# (52397) 1993 RF7
Az (52397) 1993 RF7 a Naprendszer kisbolygóövében található aszteroida. Eric Walter Elst fedezte fel 1993. szeptember 15-én.